# Phanerochaete cana
Phanerochaete cana är en svampart som först beskrevs av Edward Angus Burt, och fick sitt nu gällande namn av Harold H. Burdsall 1985. Phanerochaete cana ingår i släktet Phanerochaete och familjen Phanerochaetaceae.   Inga underarter finns listade i Catalogue of Life.